# Centre hospitalier universitaire de Turku
Le Centre hospitalier universitaire de Turku (finnois : Turun yliopistollinen keskussairaala) (TYKS) est un centre hospitalier universitaire situé dans le Quartier I à Turku en Finlande.

## Description

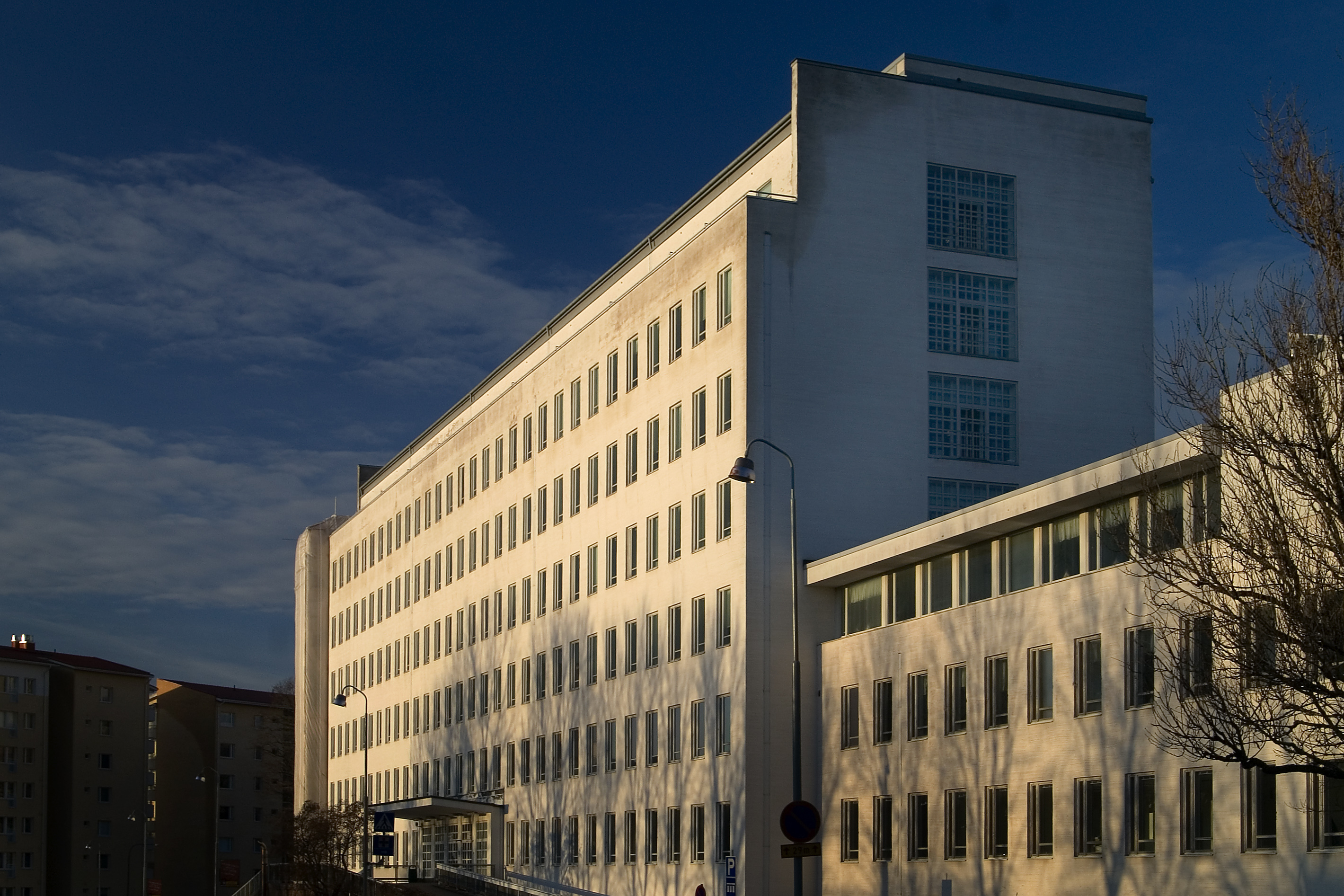
L'hôpital A (1934–1937)
Architectes Jussi Paatela et Uno Ullberg.

Le centre principal est situé à proximité du centre-ville et de l'université. 
Le  CHU possède aussi des annexes à Raisio et Paimio. 
L'unité hospitalière de Paimio fonctionne dans l'ancien sanatorium de Paimio conçu par Alvar Aalto.
Le TYKS offre a 953 lits et emploie 3875 personnes dont 554 médecins, 94 chercheurs académiques, 2243 infirmières et 921 aides soignants et autres personnels.

## Histoire
- 1756, l'hôpital est fondé le 17 décembre 1756 quand Adolphe-Frédéric de Suède signe l'acte fondateur du lazaret de Turku. L'établissement de 9 lits commence en 1759 au coin des actuelles rues Linnankatu et Läntinen Rantakatu. TYKS est donc le plus ancien hôpital de Finlande.
- 1784, l'hôpital s'installe au coin des actuelles rues Linnankatu et Sairashuoneenkatu.
- 1856, il déménage pour le coin des actuelles rues Linnankatu et Puistoktu.
- 1881, il est transféré sur la colline de Kiinamyllynmäki. Ces bâtiments protégés sont encore utilisés par TYKS.
- 1938, on inaugure le nouvel hôpital régional de Turku de 350 places. C'est l'actuel hôpital A.
- 1946, hôpital devient hôpital universitaire et en 1958 il devient le centre hospitalier universitaire.
- 1968, la construction de l'hôpital U s'achève.
- 1987, on rattache à TYKS le sanatorium de Paimio, en 2003, l'hôpital de Raisio et en 2004 l'hôpital chirurgical de Turku.
- 2003, les activités du bâtiment U sont transférées dans le bâtiment T dont une partie vient d'être construite. Le bâtiment T sera entièrement terminé à la fin de 2012. L'ancien hôpital sera abandonné en 2018. Le corps médical aurait souhaité détruire ces anciens bâtiment mais la direction des musées de Finlande s'y est opposée[2],[3].

## Classement du site
La direction des musées de Finlande a classé le site du Centre hospitalier universitaire de Turku parmi les Sites culturels construits d'intérêt national.